# Tre sange met piano-akkompagnement
Tre sange med piano-akkompagnement is een compositie van Hjalmar Borgstrøm toen nog schrijvende onder zijn werkelijke naam Hjalmar Jensen. Het betreffen hier drie liederen op teksten van drie verschillende schrijvers. De liedjes dateren van de tijd dat Borgstrøm nog niet “beroemd” was en zijn in 1887 uitgegeven door Warmuth Muziekuitgeverij.
De drie liederen zijn:
- Spillemænd op tekst van Henrik Ibsen
- Längtan op tekst van Victor Emanuel Öman
- Abendlied op tekst van Matthias Claudius

Abendlied is op 28 februari 1888 gezongen door Ida Basilier-Magelssen in Oslo.
Öman is voornamelijk bekend vanwege zijn woordenboek Zweeds-Engels uit 1897.
De teksten werden verder vertaald naar Deens, Zweeds en Duits.